# Arturo Kellner Ongaro
Arturo Kellner Ongaro (Praga, 15 novembre 1888 – Padova, 7 aprile 1965) è stato un generale italiano, veterano della guerra italo-turca e della prima guerra mondiale. Durante la seconda guerra mondiale divenne famoso per aver partecipato alla seconda battaglia di El Alamein, al termine della quale fu poi catturato ed internato negli Stati Uniti d'America. Decorato con una Medaglia d'argento, tre di bronzo al valor militare e la Croce di Ufficiale della Corona d'Italia.

## Biografia
Nacque a Praga il 15 novembre 1888, quando la Boemia era territorio compreso nell'Impero austro-ungarico.
A partire dal 1910 frequentò la Regia Accademia Militare di fanteria e Cavalleria di Modena, da dove uscì con il grado di sottotenente assegnato all'arma di cavalleria, il 1º aprile 1912 in forza al 9º Reggimento "Lancieri di Firenze". Partì subito per la Libia per combattere nella guerra italo-turca, distinguendosi nella battaglia di Zanzur, e ritornandovi decorato di due Medaglie di bronzo al valor militare.
Da subalterno partecipò alla prima guerra mondiale dove fu decorato con una terza Medaglia di bronzo al valor militare e negli anni venti, da maggiore, ebbe comandi di gruppo presso il 2º Reggimento cavalleria Piemonte Reale e il 3º Reggimento "Savoia Cavalleria". Promosso tenente colonnello il 16 agosto 1929 fu in servizio presso lo Stato maggiore del Regio Esercito, presso il comando della 10ª Divisione militare di Padova, permanendovi sino al dicembre del 1931, quando ritornò allo Stato maggiore di Roma.
Dal 1º febbraio 1934 fu poi nominato addetto militare presso la Regia Ambasciata d'Italia a Parigi (accreditato anche per il Belgio) sino al 15 dicembre del 1935. L'anno seguente fu nominato addetto militare e aeronautico presso la Regia Ambasciata d'Italia a Belgrado.
Dal 1º gennaio 1938 fu promosso colonnello e gli verrà assegnato il comando del 10º Reggimento "Lancieri di Vittorio Emanuele II" prima, e poi prestando servizio presso il comando del VI Corpo d'armata.
Poco prima dell'entrata in guerra del Regno d'Italia, il 1 maggio 1940 fu assegnato in servizio presso il comando della 4ª Armata in Piemonte. Partecipò quindi in giugno alle operazioni sulle Alpi contro la Francia, e  rimase  presso il comando della 4ª Armata sino al momento della sua promozione a generale di brigata (anzianità 1º gennaio 1942), quando ricevette la sua nuova assegnazione alla 2ª Divisione celere "Emanuele Filiberto Testa di Ferro" di stanza a Ferrara, in qualità di vicecomandante.
Dal seguente 1º settembre verrà trasferito in Egitto presso la 102ª Divisione motorizzata "Trento", quale vicecomandante, partecipando alla decisiva battaglia di el Alamein, dove verrà catturato a Fuka il 5 novembre successivo dagli inglesi, nel tentativo di ripiegamento insieme al generale Masina ed al colonnello Ferraioli.
Nel 1943 venne trasferito negli Stati Uniti d'America presso il campo di concentramento Monticello, nell'Arkansas, dove rimase sino al 1945.
Rientrato in Italia, decorato con una Medaglia d'argento al valor militare, prese la residenza a Padova con la famiglia composta da moglie e due figli. A Padova negli anni cinquanta divenne anche un esponente politico del Partito Liberale Italiano. 
Il generale Kellner, il 9 febbraio 1959, subì anche la custodia cautelare in carcere nell'ambito di un fallimento di una società di navigazione veneziana cui era responsabile, venendo poi scagionato e assolto. Morì a Padova il 7 aprile 1965, all'età di 76 anni.

### Fonti
1. 1 2 3 4  Generals.
2. ↑  Gazzetta Ufficiale del Regno d'Italia n.221 del 22 settembre 1937, pag.8.
3. ↑  Supplemento Ordinario alla Gazzetta Ufficiale del Regno d'Italia n.181 del 3 agosto 1940, pag.11.